# 愛新覚羅胤トウ
愛新覚羅 胤禟（あいしんかくら いんとう、満州語：ᠠᡞᠰᡞᠨ ᡤᡞᠣᠷᠣ
ᡡᠨ ᡨᠠᠩ、転写：aisin-gioro in-tang、1683年10月17日 - 1726年9月22日）は、清の康熙帝の九男。母は宜妃のゴロロ氏。名は雍正帝の即位後に允禟と改めている。

## 生涯
康熙帝の時代、グサイ・ベイセ（固山貝子）に封じられた。思案敏捷で、外国語ができ、戦車を設計した。胤禩（康熙帝の八男）と特に仲が良かった。
雍正帝（康熙帝の四男）が即位すると、初め西寧駐在を命じられたが、着任が遅れたために弾劾された。雍正3年（1725年）に軍糧の横領で罪に問われ、接見した官僚に対する不遜な行いという口実でベイセ位を剥奪された。翌年、皇籍も剥奪され、サスヘ（満州語：ᠰᡝᠰᡥᡝ、転写：seshe、塞思黒）と改名させられた上、劣悪な環境に監禁された。まもなく、胤禟は「腹痛」で急死した。
乾隆帝により名と皇族の地位が回復され、子孫も皇族として扱われた。